# Чёрная пирамида
Чёрная пирамида — вершина в хребте Аибга, к юго-востоку от посёлка Красная Поляна и к югу от села Эсто-Садок Адлерского района г. Сочи.
Остроконечная вершина пик Чёрная пирамида находится в Южном Передовом хребте. Гора со стороны Красной Поляны выделяется своими формами, смотрится как треугольная пирамида, отчего и получила своё название.
Высота вершины 2375 м. Северные склоны круты и обрывисты. На северном склоне расположен один из самых высоких водопадов города Сочи - водопад Поликаря. С вершины открывается вид на всю долину реки Мзымта от нижней станции канатной дороги Роза Хутор до посёлка Красная Поляна. Хорошо видны вершины Главного Кавказского хребта: Чугуш, Псеашхо.
На юго-западных склонах пика расположены горнолыжные трассы «Курорта Красная Поляна»